# Охелло, Питер
Питер Охелло (англ. Peter Okhello; 19 июня 1972, Кампала, Уганда) — угандийский боксёр-профессионал, выступающий в тяжёлой весовой категории. Пять раз становился чемпионом страны за время любительской карьеры.

## 1997—2008
В 1997 году перешёл в переехал в Японию, где получил прозвище Исимару.
Дебютировал в декабре 1997 года.
В апреле 1999 года, в 5-м поединке на профессиональном ринге проиграл по очкам в 12-раундовом бою новозеландцу, Таакипе Тасефе.
В ноябре 1999 года Охелло проиграл нокаутом в 3-м раунде Кали Миену.
В сентябре 2002 года Охелло проиграл по очкам в 6-раундовом бою Имаму Мэйфилду.
В июне 2005 года он проиграл по очкам Синан Шамиль Саму.
В 2006 году новый чемпион мира по версии WBC Олег Маскаев выбрал Охелло на «добровольную» защиту титула. Охелло готовился к бою в Лас-Вегасе. 10 декабря 2006 года Маскаев победил по очкам по единогласному решению судей.
В 2011 году проиграл нокаутом австралийцу, Алексу Леапаи.